# Beginenhaus (Hannover)
Das Beginenhaus in Hannover war eine seit dem 13. Jahrhundert in der Stadt heimische ordensähnliche Hausgemeinschaft von Beginen. Die frommen Frauen besaßen in Hannover ein ausgedehntes Grundstück innerhalb der Stadtbefestigung Hannovers entlang des Klostergangs an der Leine bis zu dem in ihrem Garten erbauten und nach ihnen benannten Beginenturm und weiter über die Pferdestraße entlang des Holzmarktes bis zur Schuhstraße im (heutigen) Stadtteil Mitte.

## Geschichte
Nach dem Denkmalpfleger Arnold Nöldeke waren die Beginen bereits im 13. Jahrhundert heimisch. Die „frommen Schwestern“ bewohnten anfangs jedoch verschiedene Häuser. Die älteste bekannte urkundliche Erwähnung erfolgte nach „U. B. 370“ (Urkundenbuch) im Jahr 1357, als sie bereits ein gemeinsames Haus bewohnten samt einem Baumgarten. Im selben Jahr wurde dort auch der Beginenturm errichtet.
Das Beginenhaus stand auf dem im Schoßregister als „L. 206“ bezeichneten Grundstück und war durch einen Hof und den Garten von den  angrenzenden Häusern der Schuhstraße und des Holzmarktes abgesondert. Mit dem Rat der Stadt vereinbarten die Beginen auch eine Absonderung durch einen Zaun entlang des sogenannten Wächterganges (ein Gang zur Verteidigung für die Wachen innerhalb der Stadtmauern). Der Beginenturm markierte zugleich „wohl die Nordwestecke des Grundstückes.“
Die Beginen wollten unter der Leitung einer Oberin in Hannover jedoch keinesfalls in Armut leben, sondern aktiv teilhaben am Handel der Stadt. Trotz ihrer für die Bevölkerung mildtätigen Aufgaben zahlten die Beginen, wie viele andere christliche Organisationen in der Stadt, jedoch keine Steuern, bis der Rat der Stadt die Frauengemeinschaft 1357 schließlich unter das in der Stadt geltende Steuerrecht stellte und die Beginen damit den „normalen“ Bürgern gleichstellte.
Zur gleichen Zeit waren Mädchen zum öffentlichen Schulbesuch nicht zugelassen. Das Schulsystem – für Jungen – gliederte sich in „Schreibschulen“, die im Alter von sechs bis sieben Jahren für drei Jahre besucht wurden. Daran anschließend konnte „man“ eine Lateinschule besuchen. Nur Eltern, die es sich leisten konnten (und wollten), engagierten für ihre Töchter einen Privatlehrer oder sandten sie zu den Beginen.
Während der Zeit der Reformation regelte der Rat der Stadt am 18. Juli 1530 die innere Organisation des Beginenhauses neu sowie die Bedingungen für die Aufnahme. Die Höchstzahl der Insassen wurde auf 20 festgelegt, das Mindesteintrittalter auf 12 Jahre festgelegt.
Nach den Unruhen der Reformation und der am 26. April 1534 niedergelegten neuen Stadtverfassung stellten die Beginen mit dem Stadtrat einen Rezess auf: Sie änderten ihr „Kloster“-Gewand 
und verließen zugunsten des Rats ihr gemeinschaftliches Wohnhaus samt dem zur Schuhstraße gelegenen Hof. Im Gegenzug waren die nun bürgerlichen Frauen zeitlebens von der städtischen Steuer befreit.
Nach dem Auszug der Beginen aus ihrem Gemeinschaftshaus verlegte der Rat der Stadt dort hinein den Ratsmarstall, der zuvor in der Kreuzstraße bestanden hatte. Die Frauen hatten jedoch auch „mehrere Häuser in der Pferdestraße bewohnt.“
Gegenüber dem Beginenturm lag ein anderes Gebäude, „wahrscheinlich eben das alte Beginenhaus“. Es wurde 1647 – mitten im Dreißigjährigen Krieg und nachdem die Schule auf dem Grundstück des ehemaligen Minoritenklosters „eingegangen“ war – als Schreibschule benutzt. Aus dieser „Rats-Schreib- und Rechenschule“ ging das spätere „Lyzeum I“ hervor beziehungsweise das hannoversche Ratsgymnasium.

## Abbildungen
Der hannoversche Chronist Johann Heinrich Redecker zeichnete in seiner 1723 begonnenen Historische Collectanea … eine Abbildung des teilweise noch gotischen Beginenhauses mit dem Durchweg zum Klostergang. Da er nach eigenem Bekunden aber ein 1580 erbautes Haus gezeichnet hatte, beschrieb der den Zustand des Gebäudes nicht zur Zeit der Beginen, sondern zur Zeit der späteren Schreibschule.